# Silluvia himalayanus
Silluvia himalayanus är en skalbaggsart som beskrevs av Rudolph Petrovitz 1968. Silluvia himalayanus ingår i släktet Silluvia och familjen Aegialiidae. Inga underarter finns listade i Catalogue of Life.